# Theodor Fritzsche
Friedrich Hermann Theodor Fritzsche (* 3. April 1838 in Rostock; † 18. Februar 1903 in Schwerin) war ein deutscher Gymnasiallehrer und Klassischer Philologe.

## Leben
Theodor Fritzsche war ein Sohn des Philologen Franz Volkmar Fritzsche. Auch seine jüngeren Brüder Hugo (Conrad) Fritzsche (1841–1916) und Ernst Fritzsche (1850–1919) wurden Philologen wie auch sein Sohn Franz Fritzsche (1867–1943), Gymnasialprofessor in Schwerin.
Er besuchte die Fürstenschule Meißen. Er studierte ab 1856 an der Universität Rostock, wo er im Wintersemester 1859/60 summa cum laude promoviert wurde. Ab 1860 lehrte er an der Domschule Güstrow. 1886 wurde der bisherige Oberlehrer Direktor des Güstrower Gymnasiums. 1900 trat er in den Ruhestand.
Fritsche war seit 18. Juni 1865 mit (Julie Carola) Auguste (Elise) Matthäi (1844–1913) verheiratet, einer Tochter des Oberlehrers an der Güstrower Domschule, Friedrich August Ernst Matthäi.
Ab 1882 war er Mitglied im Verein für mecklenburgische Geschichte und Altertumskunde. Fritzsche war Träger des Hausordens der Wendischen Krone.

## Schriften
- Menipp und Horaz. Ein Beitrag zur Geschichte der Satire (1871)
- Beiträge zur Kritik des Horaz (1877)
- Viro Summe Reverendo Joanni Friederico Theodoro Poestorff (1884)